# دول هامشية

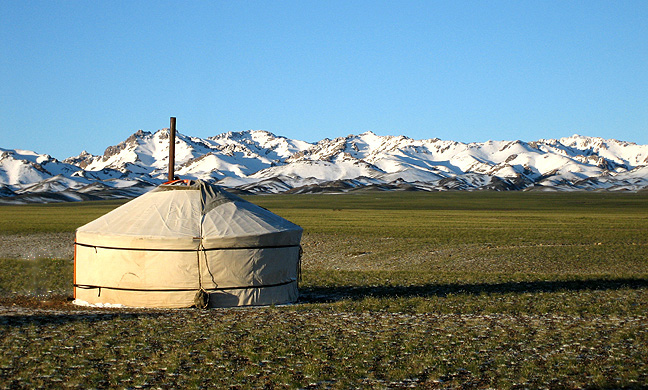

في نظرية المنظومات العالمية، الدول الهامشية أو دول الهامش (ويُشار لها أحيانًا فقط بالهامشية) هي الدول الأقل تطورًا مقارنةً بالدول شبه الهامشية والمتقدمة. تحصل هذه الدول عادة على حصة صغيرة غير متكافئة من الثروة العالمية. وتمتلك هذه الدول مؤسسات حكومية ضعيفة وتعتمد -وفقًا لبعض الدول التي تستغلها- على الدول الأكثر تقدمًا. تكون تلك الدول غالبًا في المؤخرة بسبب العقبات التي تواجهها، كالافتقار للتكنولوجيا واضطراب حكوماتها، وسوء الأنظمة التعليمية والصحية. في بعض الحالات، يساعد استغلال قطاع الزراعة في الدول الهامشية وعمالتها غير المكلفة ومواردها الطبيعية على هيمنة الدول المتقدمة. هذا هو أفضل وصف تقدمه نظرية التبعية، وهي أحد النظريات التي تصف أثر العولمة على العالم ودُوله، إلا أنه من الممكن ارتقاء تلك الدول من وضعها وأن تتحول إلى الحالة شبه الهامشية أو المتقدمة. يمكن إتمام ذلك عبر القيام بأمور معينة كالتحول الصناعي، وإشاعة الاستقرار في الحكومة، والمناخ السياسي، وما إلى ذلك.

## خلفية
الدول الهامشية هي الدول الموجودة على الأطراف الخارجية للتجارة العالمية. هناك العديد من الأسباب لاعتبار أي دولة هامشية، كالحكومات المفككة التي لا تتسم بالكفاءة. على سبيل المثال، تكون بعض الرسوم الجمركية والموانئ الدولية رغم قربها جغرافيًا غير كفؤة إلى الحد الذي يجعل من شحن البضائع من مسافات أطول أقل تكلفة. ومن شأن بعض الأسباب أن تُبقي على الدولة في هامش التجارة العالمية، مثل الحروب والموقع غير المركزي وقصور البنية التحتية (خطوط السكك الحديدية والطرق والاتصالات). تُسخّر الدول المتقدمة الشعوب التي يغلب عليها الفقر والعوز في العمالة الرخيصة، بل تتدخل عمدًا في سياستها للحفاظ على استمرار الأمور بتلك الطريقة. تتخصص الدولة الهامشية عادةً في صناعة واحدة معينة، الأمر الذي يجعلها عرضة لعدم الاستقرار الاقتصادي وتقييد الاستثمارات الدولية. تقرر بعض الدول أحيانًا عزل نفسها، كما فعلت الصين في القرن الرابع عشر.

## التشكيل
هناك مجموعة متنوعة من الأسباب التي تجعل الدول الهامشية تبقى على حالها. يُعتبر الافتقار لتطور التكنولوجيا أحد العوامل المهمة التي تُبقي على الدول في الهامش. ويُعتبر الافتقار لحكومة مركزية من الطرق الأخرى التي تصبح بها الدول هامشية بالإضافة إلى خضوعها لسيطرة دولة أخرى. تُعرف الدول الهامشية بتصدير البضائع الخام للدول المتقدمة. مما يحدث عادةً هو أن يكون أقصى قدر ممكن من المكاسب التي قد تحققها الدولة الهامشية أقل من اللازم للحفاظ على التوازن بين التكاليف والإيرادات. من الأمور التي يمكن أن تقوم بها الدول الهامشية وقف زيادة الصادرات. في بداية القرن التاسع عشر، اعتُبرت آسيا وأفريقيا هامشية، ومكّن افتقارها للتطور من بقاء الولايات المتحدة وألمانيا دولًا متقدمة ناجحة.
رغم تسخير الدول المتقدمة للدول الهامشية، فهناك غرض من التبادل غير المتكافئ للسلع. على سبيل المثال، تمتلك الدول المتقدمة دافعًا لكسب الربح، ومن شأن ذلك إتاحة المزيد من النمو في السوق العالمي. في بعض الأحيان، يكون هناك تغير في الميزان التجاري بين الدول الهامشية والمتقدمة. يحدث ذلك عند انخفاض أسعار صادرات الدول الهامشية بمعدل أسرع من صادرات الدول المتقدمة. في هذه الحالة، تتأثر حكومات الدول الهامشية على أكثر من نحو. فعلى سبيل المثال، هناك زيادة في البطالة، فضلًا عن انخفاض دخل الدولة. يكون هذا النوع من التفاعل فريدًا لأن الدولة المتقدمة المعنية تكون أضعف بعض الشيء عن المعتاد. ومن أمثلة حدوث ذلك نمو الإمكانيات الصناعية لإيطاليا وروسيا قرب نهاية القرن التاسع عشر، كما حدث أيضًا في دول هامشية أخرى كالبرازيل والمكسيك وجنوب أفريقيا.

## نبذة تاريخية

### القرنان الخامس عشر والسادس عشر
يختلف النظام العالمي في ذلك الوقت عن يومنا هذا، إذ بدأت عدة مناطق في التطور لتصبح قوى تجارية، لكن لم يتمكن أي منها من اكتساب السيطرة الكاملة. ولذلك السبب، نشأت الدول المتقدمة والهامشية في كل منطقة على النقيض من المقياس العالمي. بدأت المدن تصبح «متقدمة» مع تحول الأرياف الزراعية إلى «هامشية» نوعًا ما. كانت أوروبا المنطقة الأكثر تخلفًا بين الدول المشاركة في التجارة آنذاك، إذ كانت تحتوي على أضعف المناطق المتقدمة والهامشية.
تُعتبر بولندا وأمريكا اللاتينية مثالين على الدول الهامشية في أواخر القرن الخامس عشر وبداية القرن السادس عشر. في ذلك الوقت، كانت بولندا تصدر القمح بصورة رئيسية إلى مناطق أخرى من أوروبا، وأرادت عمالة رخيصة. كنتيجة لذلك، استعبد مالكو الأراضي العمال الريفيين على ممتلكاتهم من الأراضي. شهدت أمريكا اللاتينية أيضًا استعباد مواطنيها الأصليين بالإضافة إلى استيراد العبيد من أفريقيا. فُرضت عمالة التعدين القسري على العبيد، ما مكّن أمريكا اللاتينية من تصدير السلع قليلة التكلفة إلى أوروبا. كانت بولندا وأمريكا اللاتينية متشابهتين آنذاك لأن الأرستقراطيين في تلك المناطق أصبحوا أكثر ثراء بسبب تفاعلاتهم مع الاقتصاد العالمي. كانت تلك المناطق من العالم مختلفة أيضًا عن تلك التي كانت في العصور الوسطى في أوروبا. يُعزى اختلافها إلى إنتاج بولندا وأمريكا اللاتينية للبضائع وتصديرها خلال أواخر القرن الخامس عشر وبداية القرن السادس عشر عوضًا عن الاكتفاء باستهلاك سلعهم الخام.

## التفاعلات
يحدد استغلال الدول المتقدمة للدول الهامشية طبيعة العلاقة بينهما. مع بدء العديد من الدول بالتحول الصناعي، أصبحت تلك الدول تبحث عن البضائع والمنتجات الرخيصة. تتطلع الدول «المتقدمة» الصناعية إلى الدول «الهامشية» الاقل تطورًا بحثًا عن السلع الرخيصة. يكون الحصول على تلك السلع من دول أخرى في أغلب الأحيان أسهل وأقل تكلفة. أدركت الدول المتقدمة ذلك، وبدأت باستخدام هذه الموارد الزهيدة.
من الضروري أن تستمر الدول الهامشية بإنتاج السلع الرخيصة وأن يبقى معظمها زراعيًا من أجل بقاء الدول المتقدمة في الصدارة. تتمكن الدول المتقدمة من الحصول على السلع بتكاليف زهيدة للغاية من الدول الهامشية ثم تصبح قادرة على تصنيع المنتجات وبيعها بسعر مرتفع نسبيًا. تعجز الدول الهامشية عن تحقيق أي مكاسب بسبب هذه العلاقة، وبالتالي يستحيل أن تصبح دولًا صناعية. يُقال إن هذه الدول ستبقى هامشية في حال لم تتمكن من أن تصبح صناعية.

### تأثير الإمبريالية على التفاعلات بين الدول المتقدمة والهامشية
حُدد أغلب العلاقة الحالية بين الدول المتقدمة والدول الهامشية في عصر الإمبريالية الذي شهدته أواخر القرن التاسع عشر وحتى أوائل القرن العشرين. في هذا الوقت، بدأت الدول ذات الاقتصاد والجيوش الأقوى باستغلال الدول الأضعف. كانت نتيجة هذا الاستغلال هي اتجاه الدول أو المستعمرات المتخلفة إلى المضي صوب إنتاج نوع واحد من الصادرات التي تهيمن بعد ذلك على اقتصاد أرضها وإقليمها والنمط المعيشي. ومن أمثلة ذلك الوقت إنتاج البرازيل من البن وإنتاج السيجار في كوبا.

## الإمكانات الاقتصادية
تُستغل الدول الهامشية باستمرار بسبب تصديرها لفوائض السلع الخام لأغراض التصنيع والتوزيع إلى الدول المتقدمة ذات التقنيات الصناعية الأكثر. انتقلت بعض الصناعات التحويلية في الآونة الأخيرة إلى الدول الهامشية، ولكنها ما تزال خاضعة لسيطرة الدول المتقدمة ومُلكيتها. ولكن هناك بعض السبل التي قد تتمكن بها الدول الهامشية من الارتقاء من وضعها الهزيل والتحول إلى دول شبه هامشية أو حتى دول متقدمة. من المهم للدول المتقدمة أن تواصل استغلال الموارد الطبيعية للدول الهامشية والحفاظ على الحكومات شبه مستقرة، وإلا فإنها قد تسبب اضطرابات اقتصادية للدول المتقدمة ككل.